# Paris bashanensis
Paris bashanensis är en nysrotsväxtart som beskrevs av Fa Tsuan Wang och Tang. Paris bashanensis ingår i släktet ormbärssläktet, och familjen nysrotsväxter. Inga underarter finns listade.